# 10-та флотилія МАС

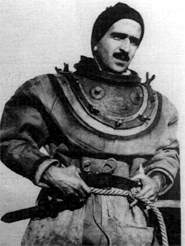
Тезіо Тезеї. Один із засновників флотилії.

10-та флотилія МАС (італ. Decima flottiglia MAS) або ж традиційне написання з використанням римської цифри Xª flottiglia MAS. MAS абревіатура від італ. Mezzi d’Assalto або штурмові засоби; також є варіант італ. Motoscafo Armato Silurante — озброєні торпедні катери — спеціальний підрозділ Королівських військово-морських сил Італії для проведення розвідувальних і диверсійних операцій проти військово-морських сил противника та його інфраструктури. Вважається одним із найбільш ефективних і новаторських спеціальних підрозділів на морі часів Другої світової війни.

## Передісторія
Географічно Італія омивається Середземним і Адріатичним морями, а тому з моменту свого заснування в 1861 році країна стала претендувати на статус морської держави, яка має інтереси в даному регіоні. Багато в чому цьому сприяла і колоніальна політика країни, спрямована насамперед на Африку. З цього часу італійці почали закладати потужний військово-морський флот. Перша світова війна, у яку Італія вступила в 1915 році на боці Антанти, стала полігоном для створення і випробування різних нових видів зброї, в тому числі й у військово-морському флоті.
В 1918 році в ініціативному порядку офіцери військово-морських сил Королівства Італія Раффаеле Паолуччі та Раффаеле Россетті створили першу керовану людино-торпеду, названу «Mignatta», яка 1 листопада потопила лінкор «Югославія» (колишній австро-угорський «Вірібус Юнітіс») військово-морських сил тільки утвореного Королівства Югославія. Першою людино-торпедою екіпаж керував в надводному положенні, оскільки мобільних аквалангів тоді ще не було. Попри полон югославами Паолуччі та Россетті, операція пройшла успішно і показала ефективність нової зброї. Однак незабаром Перша світова війна закінчилася, а з нею припинилися всі подальші роботи.

## Історія створення
До питання використання підводних бійців і спеціальних диверсійних засобів на море італійці повернулися лише в середині 30-х років. На хвилі погіршення відносин з європейськими країнами та особливо з Великою Британією у зв'язку з Другою італо-ефіопською війною, італійське військове командування схвалило підготовку до створення спеціальних диверсійних підрозділів військово-морського флоту. У 1939 році в результаті дослідницьких робіт інженерів Тезіо Тезеї й Еміліо Туги заснованих на досвіді Паолуччі та Россетті була створена так звана 1ª Flottiglia Mezzi d Assalto (1-ша військова флотилія). Своєю чергою, в березні 1941 року вона була перетворена в 10-у флотилію MAS, розділену на чотири основні групи: надводних робіт (катера з вибухівкою), підводних човнах (людино-керовані торпеди), надмалих підводних човнів і так звана «група Гамма» (плавці-підривники).
Для доставлення на місце проведення людино-керованих торпед та їх екіпажів була спеціально переобладнано дизель-електричний підводний човен «Шире». Також для операцій флотилії у компанії Caproni були замовлені спеціальні малі субмарини типу «СА», а пізніше і «СВ». Використовувала 10-та флотилія і малі торпедні катери.
У флотилію набиралися в основному добровольці з-поміж випускників Королівської військово-морської академії в Ліворно, які мали відмінне здоров'я й ідеологічно перевірені — переконані фашисти.
Робота бойових плавців була фізично важкою, шкідливою для здоров'я, дуже складною і небезпечною через недосконалість застосовувався тогочасного устаткування. Наприклад, в дихальних апаратах плавців використовувався чистий кисень, який шкідливий в підводних умовах для організму, але тоді це було ще не вивчено. Так, на Мальті в 1941 році при проведенні операції проти британської військово-морської бази загинув Тезіо Тезеї — один із засновників флотилії. З травня 1943 року флотилію очолив князь Юніо Валеріо Боргезе. Завдяки його зв'язкам флотилія отримала свій розвиток, а сам же «Чорний князь» надавав плавцям своїм коштом відпочинок, лікування і перебування в кращих італійських готелях і на курортах. Їм виплачувалася гарна платня, дарувалися пам'ятні сувеніри.

### Техніка та озброєння
До послуг 10-ї флотилії МАС були надані найбільші порти Італії і насамперед Генуя, а також суднобудівні корабельні та інші італійські військові компанії.
Оскільки сформована з 1941 року X флотилія МАС була розділена на чотири групи, то на озброєнні вони мали наступні види техніки й обладнання:

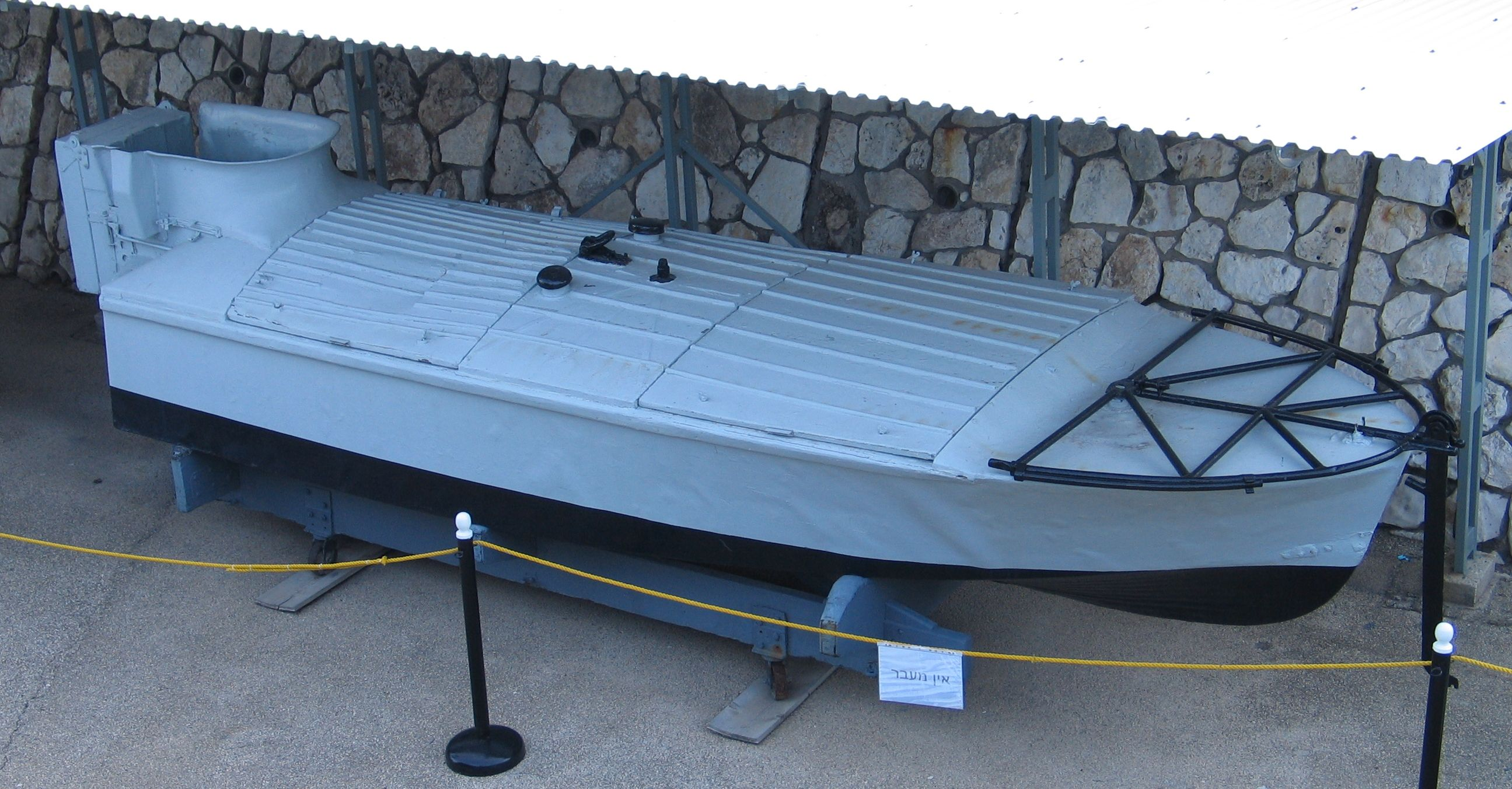
Моторний катер типу MTM.

- Спеціальні катери типу MT, начинені вибухівкою масою до декількох сотень кілограм. Принцип їх дії був простим, вони були подібні торпедам, тільки керованим. Ними управляв плавець, який направляв їх до ворожого судна, після чого зафіксувавши курс і застопоривши кермо, стрибав за борт. Катер врізався в борт судна і вибухав, роблячи велику пробоїну. Однак успішним їх застосування було лише на самому початку, оскільки, отримавши досвід, британці могли вчасно виявити катер і розстріляти його корабельними гарматами.
- Людино-керовані торпеди або Майале. Вони були більш ефективними, оскільки застосовувалися тільки в підводному положенні, однак вимагали й вищого професіоналізму від плавців, оскільки ними було набагато складніше керувати. Доставлялися до місця операції на великому підводному човні «Шире» в спеціальних контейнерах.
- Малі дизель-електричні підводні човни типу «СА» і «СВ» виробництва компанії Caproni. Малопомітні через свої розміри, вони застосовувалися як транспорти для доставляння 100-кілограмових підривних зарядів.
- Спеціальне підводне спорядження. Багато в чому новаторське для того часу. Відносно компактні дихальні глибоководні апарати, які дозволяли керувати торпедами Майале і перебувати довгий час під водою. Все це створювалася шляхом проб і помилок, деякі з яких коштували здоров'я і навіть життя плавців.

### Участь у Другій світовій війні

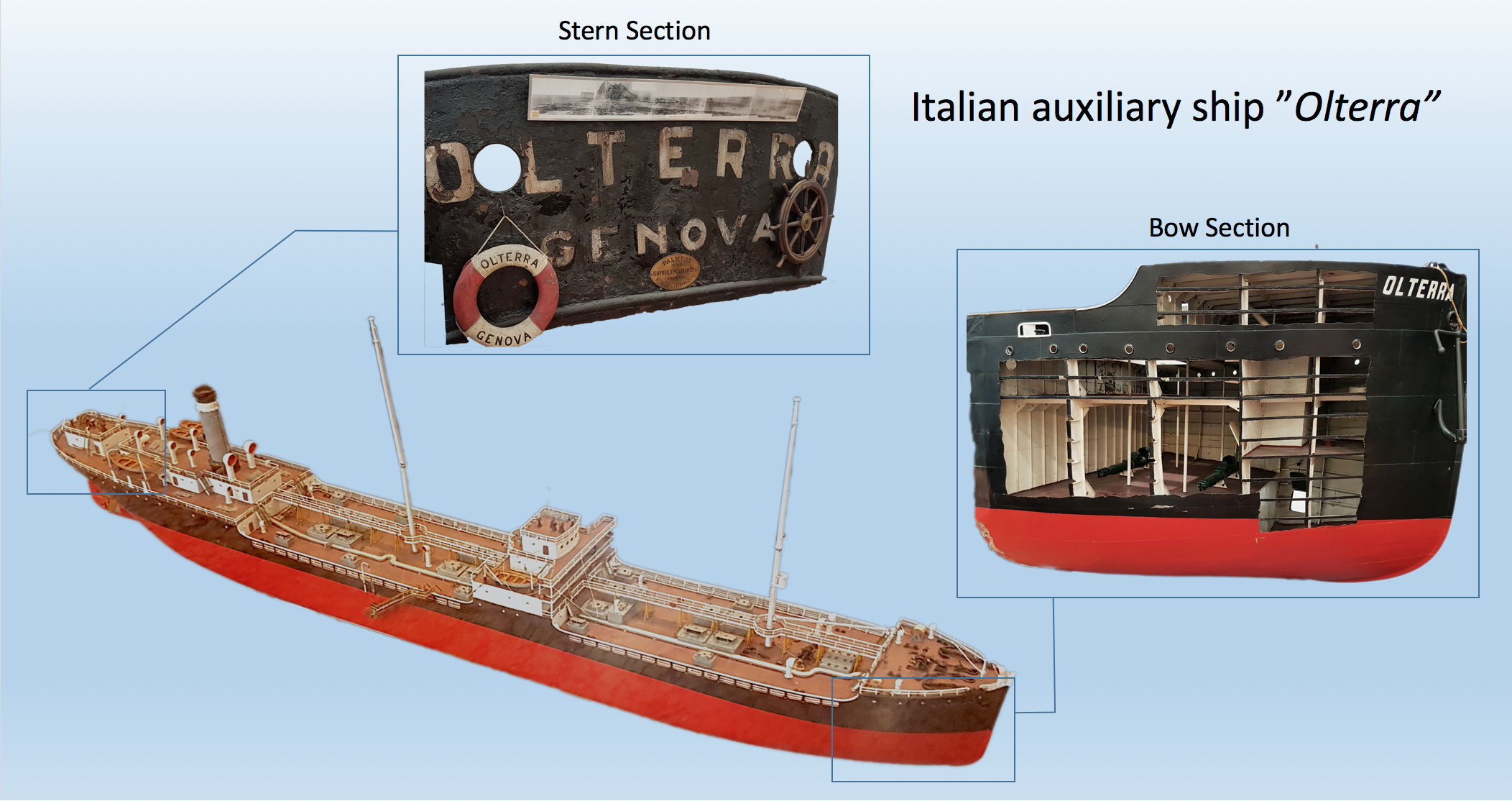
Секретна база флотилії на напівзатопленому пароплаві «Ольтерра».

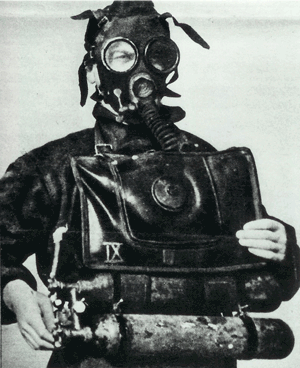
Бойовий плавець групи «Гамма» в спеціальному підводному спорядженні.

Вступивши у Другу світову війну 10 червня 1940 року на боці Німеччини, Королівство Італія активізувало свій флот, але оскільки більша частина підводного флоту країни була відправлена на базу BETASOM для бойових дій в Атлантиці, то в Середземному морі з 1941 року почалася посилена робота для 10-ї флотилії. Спочатку 10-у флотилію не супроводжувала удача. Однак до кінця 1941 року ситуація змінилася. Одними з найбільш яскравих перемог спецпідрозділу стали Атака в бухті Суда, де були застосовані катери з вибухівкою і рейд на Александрію в грудні 1941 року, де італійцями були вдало використані людино-керовані торпеди «Майале». В результаті цих операцій ВМС Великої Британії втратили два лінкори й танкера та один крейсер.

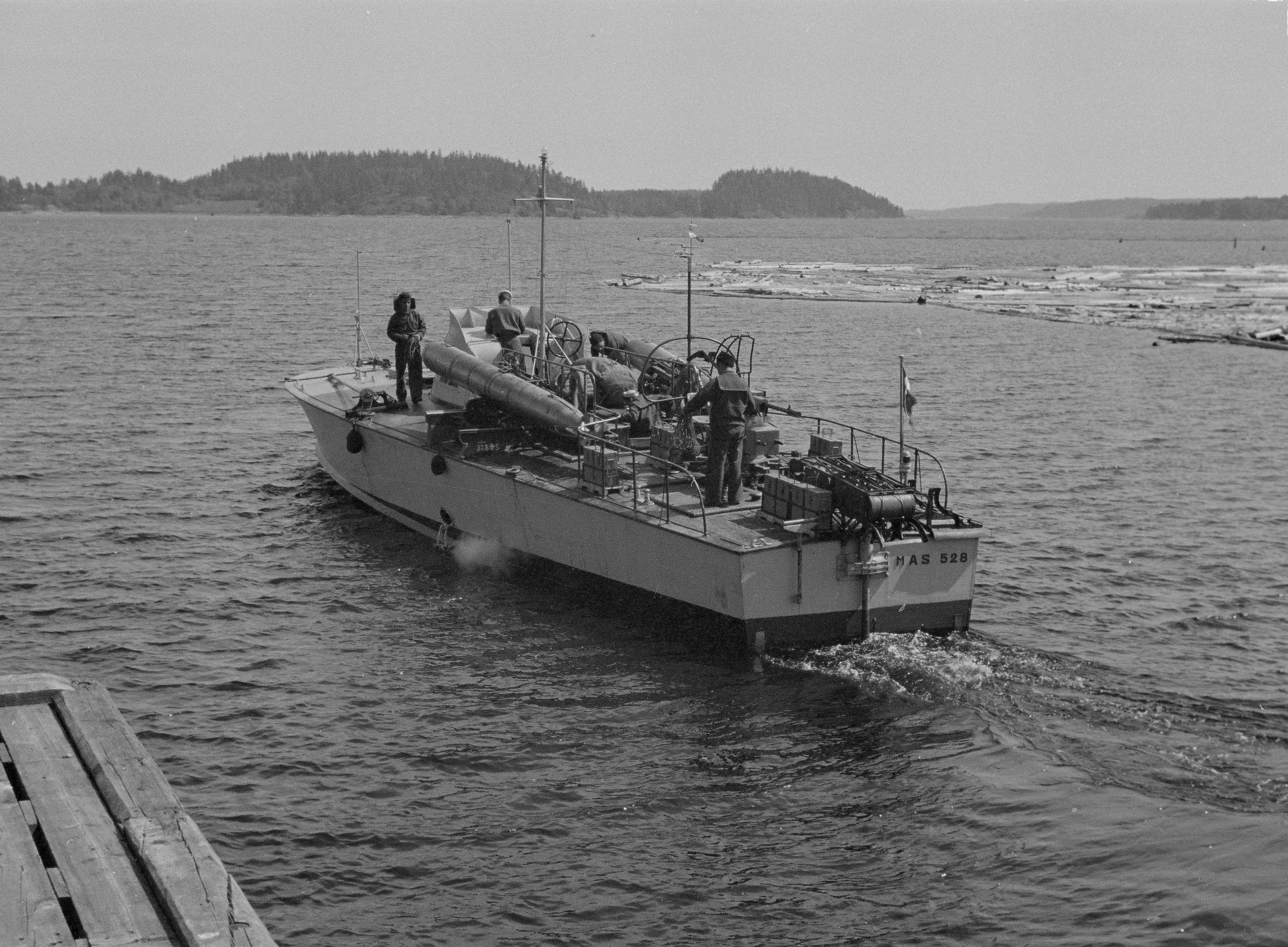
Торпедний катер XII ескадри МАС. Ладозьке озеро, 1942 рік.

Поява у супротивника морських диверсантів для англійців було повною несподіванкою, тому вони самі почали створення аналогічних підрозділів, які змогли б протидіяти італійським бойовим плавцям та їх засобам. У 1942 році віддавши своєму заступнику Сальваторе Тодаро, керівництво всіма надводними силами флотилії Боргезе очолив її підводні підрозділи.
У період з 1941 по 1943 роки флотилія здійснила ряд диверсійних операцій в портах і акваторіях Александрії, Севастополя, на Гібралтарі, на Мальті, Алжирі, Туреччині, спрямовані проти суден флотів Великої Британії, США та СРСР.
Нижче наведена таблиця деяких операцій:
| Дата          | Місце            | Потоплені і пошкоджені суду |
| ------------- | ---------------- | --- |
| Березень 1941 | Бухта Суда, Крит | Важкий крейсер «Йорк» Танкер «Pericles» |
| Вересень 1941 | Гібралтар        | Танкер «Denby Dale» Танкер «Fiona Shell» Теплохід «Durham» |
| Грудень 1941  | Александрія      | Лінкор «Квін Елізабет» (пошкоджений, відновлений до бойового стану) Лінкор «Валіант» (те ж саме) Танкер «Sagona» Есмінець«Джервіс» (відправлений у доки на 6 тижнів ремонту) |
| Червень 1942  | Севастополь      | Військовий транспорт (ВМФ СРСР) Мале судно (ВМФ СРСР) Дві субмарини (ВМФ СРСР)                                                                                               |
| Липень 1942   | Гібралтар        | Пароплав «Meta» Вантажне судно SS «Empire Snipe» Пароплав «Shuma» Пароплав «Baron Douglas»                                                                                   |
| Серпень 1942  | Ель-Даба         | Есмінець «Ерідж» (відновлений) |
| Вересень 1942 | Гібралтар        | Пароплав «Raven's Point» |
| Грудень 1942  | Алжир            | Пароплав «Ocean Vanquisher» Пароплав «Berta» Пароплав «Armattan» Танкер «Empire Centaur» (відновлений) Військовий транспорт N. 59 (США)                                      |
| Травень 1943  | Гібралтар        | Пароплав «Pat Harrison» (США) Пароплав «Mahsud» Пароплав «Camerata» |
| Липень 1943   | Іскендерун       | Теплохід «Orion» (Греція) |
| Липень 1943   | Мерсин           | Теплохід «Kaituna» |
| Серпень 1943  | Іскендерун       | Теплохід «Fernplant» (Норвегія) |
| Серпень 1943  | Гібралтар        | Пароплав «Harrison Gray Otis» (США) Пароплав «Stanridge» Танкер «Thorshøvdi» (Норвегія)                                                                                      |

### Інші підрозділи флотилії
Крім основної 10-ї флотилії, в 1941—1942 роках у її складі були створені й діяли 12-та ескадра МАС (торпедні катери), яка діяла на Ладозькому озері, сприяючи блокаді Ленінграда і протидіючи радянській Ладозькій флотилії, і складалася з торпедних катерів типу MAS 526. А також 4-та ескадра МАС (торпедні катери), яка діяла в окупованому Криму.

## Флотилія в 1943—1945 роках
1943 року члени флотилії готувалися до масштабних диверсійних операцій проти кораблів, які  стоять на рейді в Нью-Йорку. Передбачалося заснувати поблизу порту міста секретну базу, з якої здійснювати диверсії проти судів.

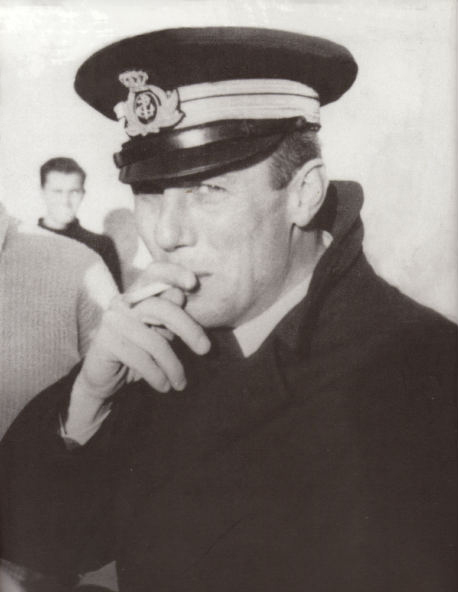
Князь Валеріо Боргезе керівник 10-ї флотилії МАС з 1943 року.

Переворот в Італії 25 липня 1943 року, арешт Муссоліні, відсторонення від влади фашистів, а пізніше і капітуляція країни перед країнами Антигітлерівської коаліції, не змусили відмовитися Боргезе і його підлеглих від своїх переконань. Хоча деяка частина з них визнала новий уряд маршала Бадольо, але більша частина на чолі з Боргезе залишилася вірна німецьким союзникам. Вже 23 вересня того ж року після звільнення Муссоліні з-під арешту і німецької окупації Півночі Італії була проголошена Італійська Соціальна Республіка або Республіка Сало — маріонеткова держава, де реальна влада була в руках німецької військової адміністрації. Тут же розвернувся й антифашистський партизанський рух.
Саме німцям 10-та флотилія й почала підпорядковуватися. Отримавши статус елітного підрозділу, повністю відданого фашизму, але багато в чому скоротивши серйозні диверсійні операції на морі, флотилія до 1944 року стала фактично виконавчим каральним органом ІСР (зразок німецького СС). Бійці 10-ї флотилії за наказом німецького командування проводили антипартизанські операції, акти масового терору і насильства, каральні операції та страти, в тому числі й цивільних осіб, викритих в допомозі партизанам.

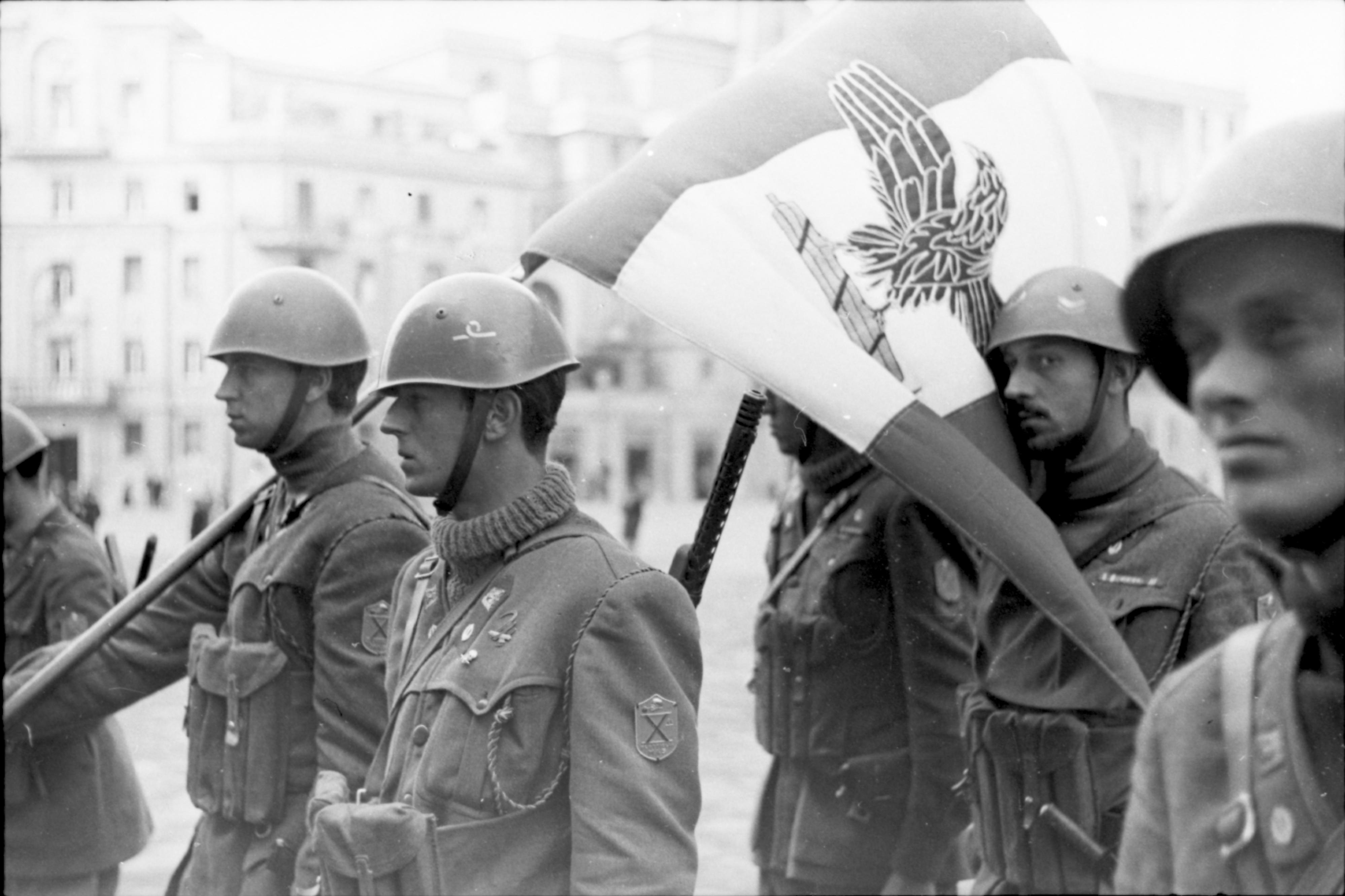
Бійці 10-ї флотилії на параді в Римі. 1944 рік.

- У місті Масса бійцями флотилії страчено 68 осіб, переважно цивільних осіб.
- У місті Удіне масові вбивства населення, підозрюваного в допомозі партизанам-антифашистам.
- У містечку Борто Тічино разом з СС страчено 12 мирних жителів, підпал будинків, в помсту за поранення трьох німецьких солдатів партизанами.
- У Кастелетто Тічино показово стратили п'ятеро дрібних злочинців для демонстрації решті населення.

Також бійці 10-ї флотилії воювали на фронті проти союзників на Готській лінії і в Анціо. В останні місяці війни бійці флотилії були використані на Італо-югославському кордоні проти югославських партизанів, які звільнили Істрію і Венецію Джулію.
26 квітня 1945 року 10-та флотилія МАС була офіційно розформована. Сам Боргезе був заарештований партизанами, а потім переданий союзникам. Згодом він був засуджений на 12 років ув'язнення за воєнні злочини, але звільнений у 1949 році.

## Командири
- Паоло Алоїзі (квітень 1939 — лютий 1940)
- Маріо Джорджині (лютий 1940 — вересень 1940)
- Вітторіо Моккагатта (вересень 1940 — липень 1941)
- Ернесто Форца (жовтень 1941 — квітень 1943)
- Юніо Валеріо Боргезе (травень-вересень 1943, вересень 1943 — квітень 1945)

## Оцінка діяльності

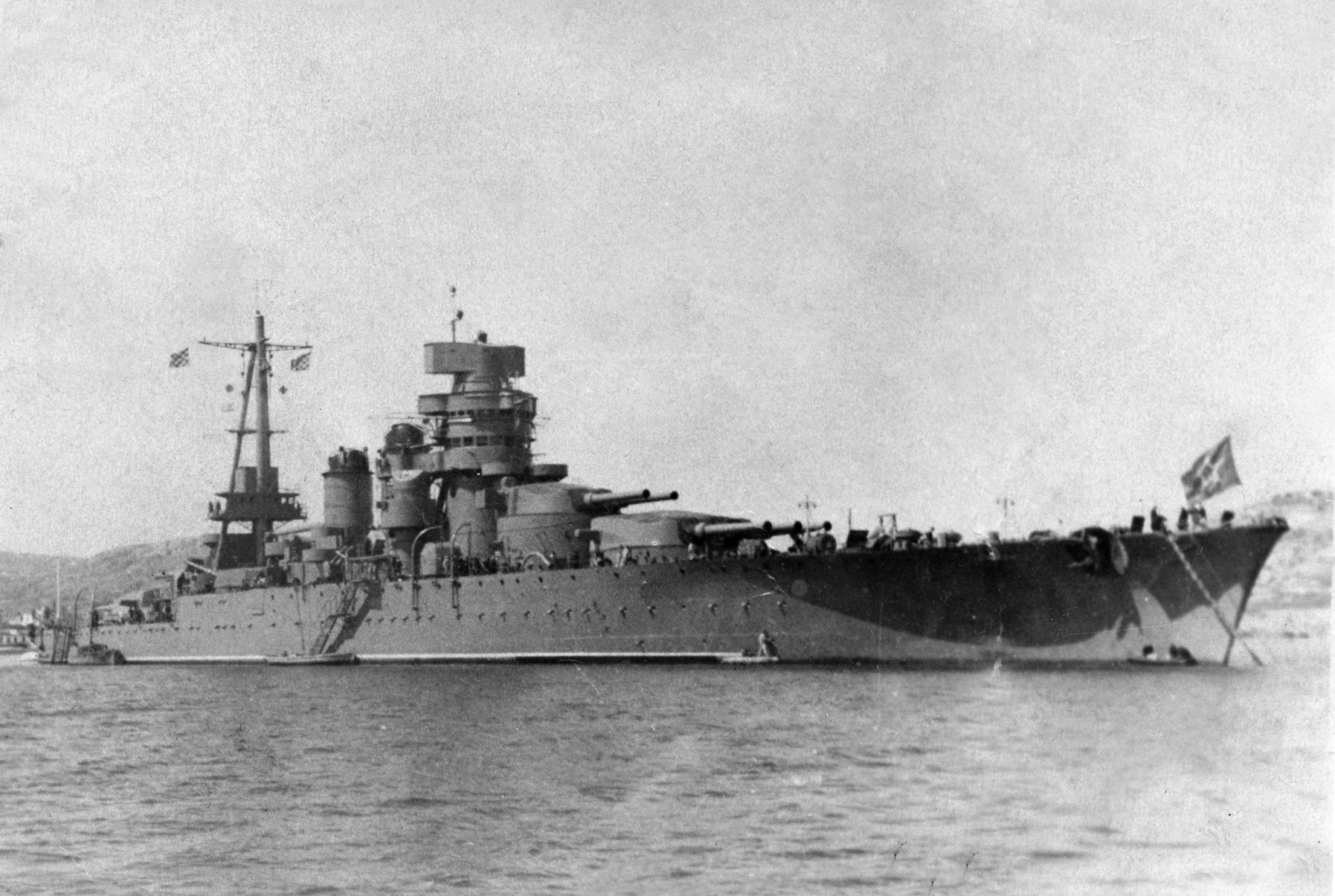
Лінкор «Новоросійськ», колишній «Джуліо Чезаре». 1950-ті роки.

Досвід флотилії з диверсійних і розвідувальних операцій на морі був багато в чому унікальним і неоціненним, і багато з його епізодів увійшли в підручники військових спеціальних підрозділів багатьох країн світу. Боргезе і його 10-та флотилія отримали визнання і повагу не лише у німців, але й у противників: англійців і американців. Багато італійцями створювалося вперше: унікальні керовані торпеди, водолазне спорядження, досвід зі створення і маскування секретних баз (наприклад, епізод з напівзатопленим  пароплавом «Ольтерра»). Не в змозі успішно застосовувати свій флот і програючи більшу частину морських битв, італійці компенсували застосуванням раптовості, скритності, застосовуючи при цьому передові рішення і технології.
З іншого боку флотилія заплямувала свою репутацію вже тим, що була створена у фашистській державі та служила фашизму. А до 1944 року, була прихильником і союзником Гітлера і припинивши, фактично, операції на морі, перейшла до дій на суходолі, зокрема проводила масові страти цивільного населення Італії, жорстокі розправи над італійськими партизанами-антифашистами та інші воєнні злочини. Після розгрому Німеччини та Італії й закінчення війни флотилія припинила своє існування, проте, після початку Холодної війни і вступу Італії в НАТО, досвід 10-ї флотилії був застосований при створенні спеціального підрозділу Італійських ВМФ COMSUBIN в 1952 році.
Сьогодні деякі історики та військові сходяться на думці, що вибух на радянському лінкорі «Новоросійськ» (колишньому італійському флагмані «Джуліо Чезаре») в 1955 році справа рук колишніх бійців 10-ї флотилії МАС, які мали за плечима величезний досвід такої діяльності в роки Другої світової війни. Також діяльність Боргезе і його колег знайшла своє відображення в кінематографі. Наприклад, у радянському художньому фільмі «Їх знали тільки в обличчя», в ролі прототипу Боргезе виступає князь Віктор дель Сарто, командир бойових плавців групи «Гамма» в окупованому Криму.